# Гуково

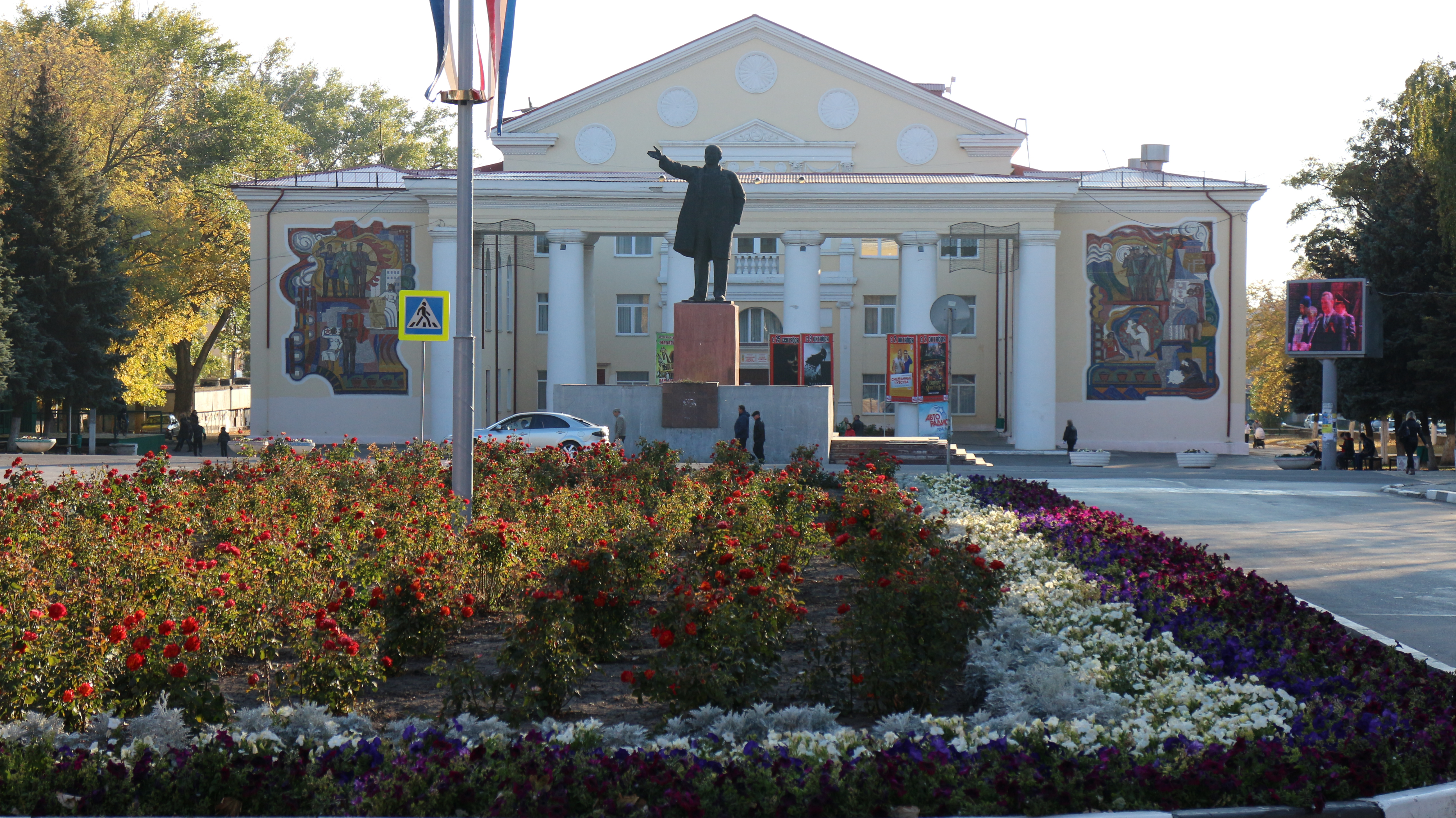
Городской дворец культуры и памятник В. И. Ленину на ул. Мира

Здание Народного суда

Гу́ково — город в Ростовской области России. Образует городской округ.

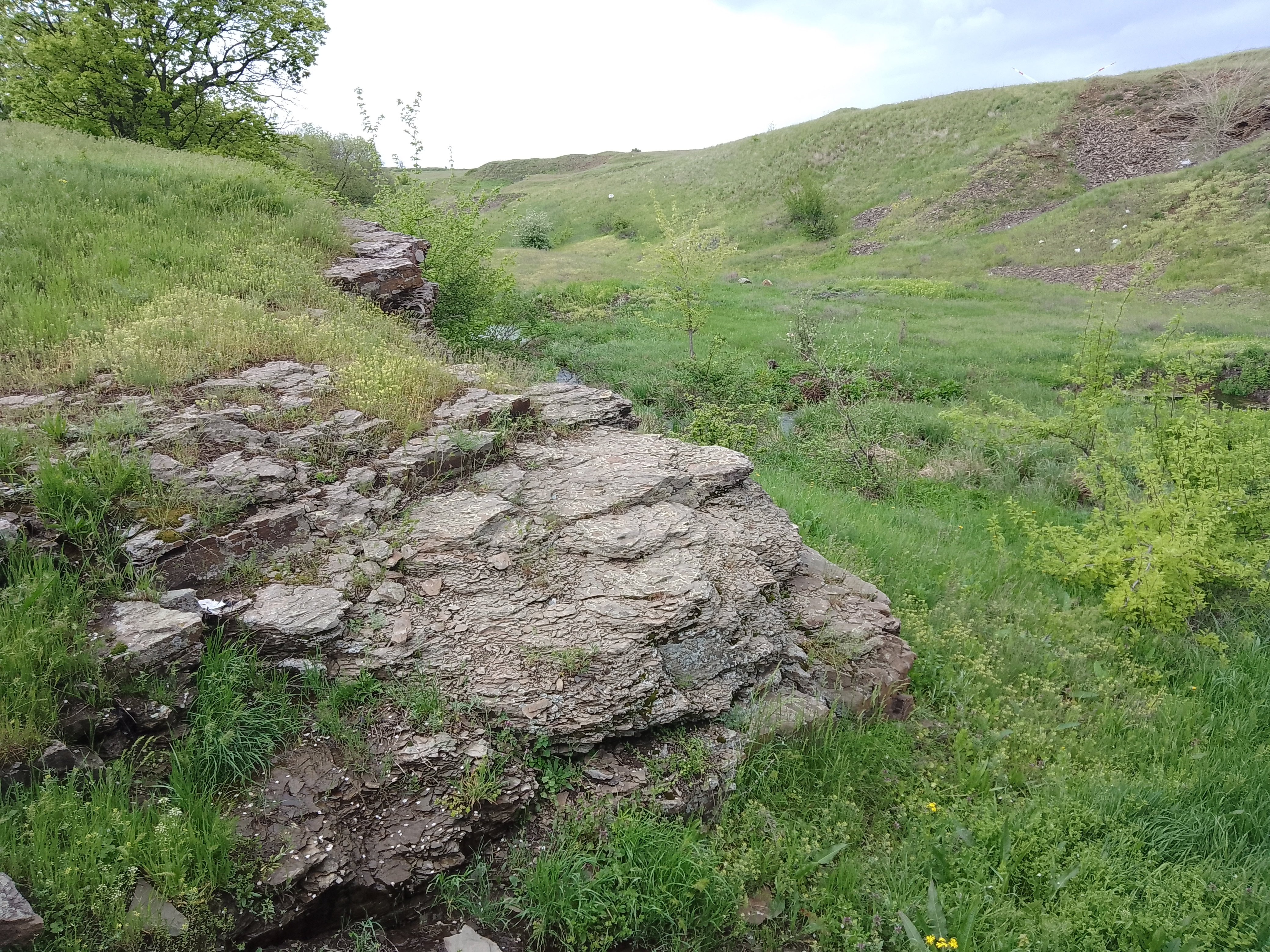
Окрестности города к северу от пос. ш. "Антрацит"

## География
Расположен в западной части области, занимает площадь 34,4 км², при этом он состоит из шести отдельных микрорайонов (бывших шахтерских поселков), удалённых друг от друга на несколько километров. Среди них бывший посёлок городского типа (с 1958 до 2004) Алмазный (в прошлом хутор Замчалово).
Территория города примыкала непосредственно к государственной границе Российской Федерации, где действовали железнодорожный и автомобильный международные пункты пропуска. После вхождения Луганской народной республики в состав Российской Федерации, город утратил статус приграничного.
Климат характеризуется как умеренно-континентальный, с продолжительным жарким летом и мягкой зимой, по своему типу, напоминающему средиземноморский (жаркое сухое лето и влажная, часто дождливая и туманная зима).

## История

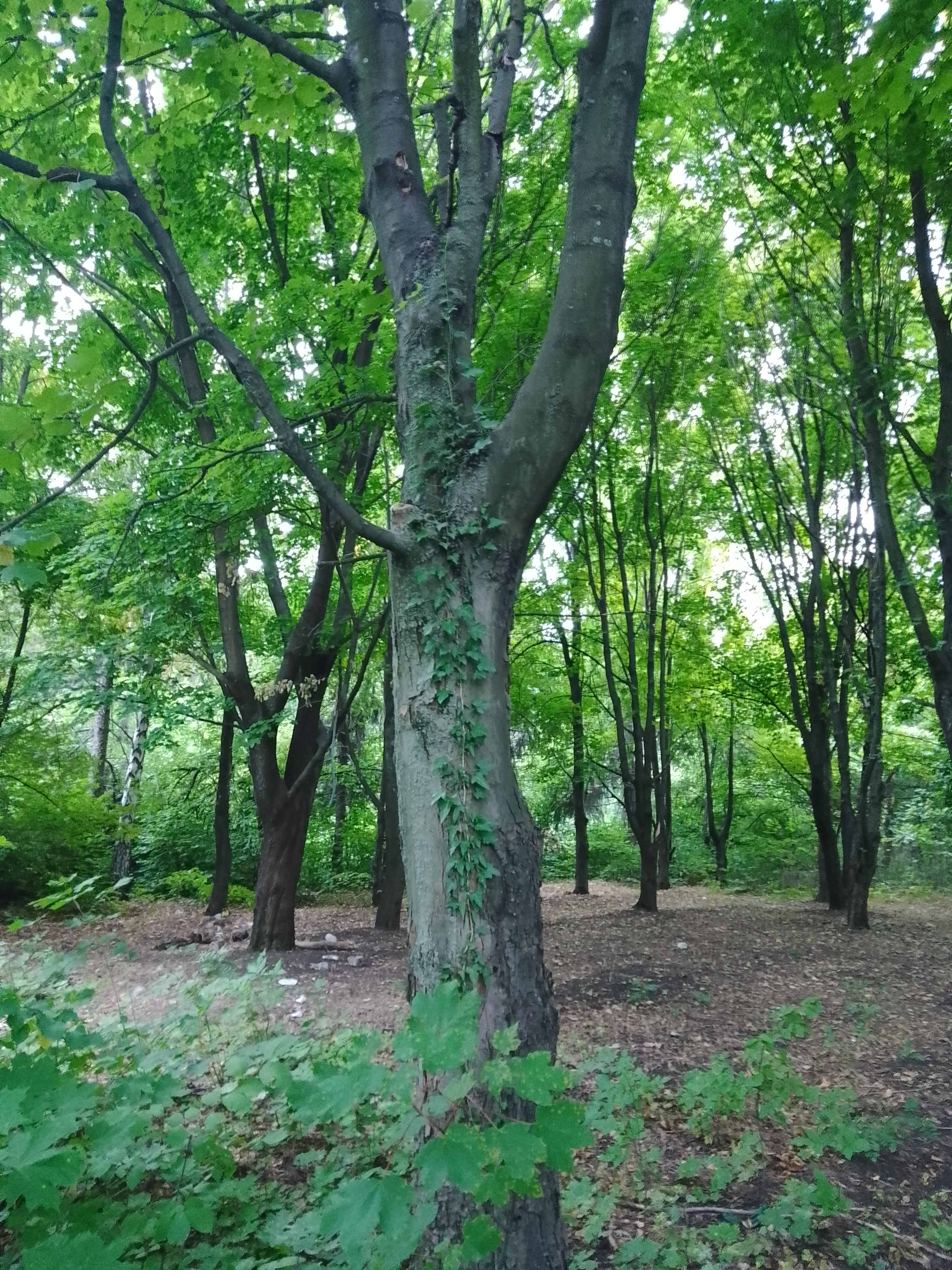
Лесопарк "Юность"

Город Гуково был основан в Провальской степи в 1878 году как железнодорожная станция. Дальнейшее развитие он получил благодаря наличию запасов высококачественного угля-антрацита. Уголь добывали здесь ещё до революции 1917 года.
В начале XIX века, в 1802 году, земли, на которых ныне находится город, принадлежали казачьему сотнику Гукову, основавшему здесь хутор. Однако, датой рождения города считается 1878 год, когда через эту территорию прошла новая железная дорога, соединившая станцию Лихая с центром Донецкого угольного бассейна — Дебальцево. Железнодорожная станция, построенная на будущей территории города, первоначально получила название Ковалёво, но в 1904 году была переименована в Гуково.

### XX век
Посёлок при станции разрастался за счёт населения близлежащих хуторов, переселявшихся сюда, чтобы получить работу на появившихся здесь шахтах и рудниках. Наиболее крупной была шахта принадлежавшая Азовской каменноугольной компании. Однако в период гражданской войны только начинавшееся экономическое развитие района было остановлено и возобновлено лишь в конце 1920-х годов. В 1927 году началась добыча угля на шахте Углерод, в 1929 году была восстановлена шахта бывшей Азовской компании, получившая название «Антрацит». В тридцатые годы построено ещё несколько шахт, объединившихся феврале 1939 года в трест «Гуковуголь» комбината «Ростовуголь». В посёлках стали появляться относительно благоустроенные жилые дома, школы, клубы, был построен первый механизированный хлебозавод.
Нацистская оккупация Гуково продолжалась полгода: с 19 июля 1942 года до 14 февраля 1943 года. Трагической страницей истории Гуково стал массовый расстрел сотен непокорившихся жителей в Ковалёвском каменном карьере. В шахтёрских посёлках весь период оккупации действовали подпольные группы сопротивления. После победы в Сталинградской битве 2 февраля 1943 года советские войска двинулись на запад, преодолевая сопротивление фашистов. В полосу наступления 5-й танковой армии, в состав которой входили 47-я гвардейская и 321-я стрелковая дивизии, вошли Гуково, Зверево, Лихая, Красный Сулин. 14 февраля полки 321-й дивизии освободили поселки Светлый, Углерод, Замчалово, Заповедный. На следующий день Гуково был полностью освобожден от фашистских захватчиков. После освобождения от нацистских захватчиков началось быстрое восстановление шахт и жилых посёлков при них. За достигнутые успехи трест «Гуковуголь» в 1948 году был награждён орденом Трудового Красного Знамени. Постепенно росли посёлки, начавшие сливаться в город с новым центром, построенном на пустом месте.
30 июня 1955 года рабочий посёлок Гуково (р.п. с 1939 года) был преобразован в город областного подчинения. Тогда же был создан трест «Гуковшахтострой», развернулось активное строительство как промышленных объектов, так и жилья, учреждений культуры. В молодом городе возводится крупный дворец культуры, был открыт строительный техникум, профессиональное училище. Росли новые шахты, в том числе самая крупная в регионе шахта «Обуховская-Западная». В 1970 году на базе треста «Гуковуголь» был образован одноимённый самостоятельный комбинат, вобравший в себя также шахтёрские предприятия соседнего города Донецка.

### XXI век
Ныне в Гуково работают несколько предприятий пищевой и легкой промышленности, а также кирпичный и машиностроительный заводы. Значительно изменился облик города, здесь построено несколько современных микрорайонов. Действуют два дворца культуры; областной краеведческий музей (музей шахтёрского труда, первый в России и единственный в европейской части РФ). Имеются современные больницы, профилактории, два стадиона, Дворец спорта с плавательным бассейном и несколькими игровыми залами.
Автотрассы связывают Гуково с окрестными городами — Новошахтинском, Шахтами, Зверевом, Красным Сулином, а также с городами соседней Украины. Также действует международный автомобильный пограничный переход с Украиной.

## Население
После распада СССР и последующего за этим экономического кризиса из-за которого закрылись многие предприятия добывающей промышленности население города незначительно сократилось. На протяжении 1990-х годов оставалось стабильным, однако начиная с 2010-х годов постепенно начало сокращаться, жители города переезжают в областной центр Ростов-на-Дону.
| 1939    | 1959    | 1962    | 1967    | 1970    | 1973    | 1976    | 1979    | 1982    | 1986    | 1987    | 1989    |
| ------- | ------- | ------- | ------- | ------- | ------- | ------- | ------- | ------- | ------- | ------- | ------- |
| 8800    | ↗52 969 | ↗59 000 | ↗68 000 | ↘65 105 | ↗68 000 | ↘67 000 | ↗68 080 | ↗70 000 | ↗72 000 | →72 000 | ↘67 336 |
| 1992    | 1996    | 2000    | 2001    | 2002    | 2003    | 2005    | 2006    | 2007    | 2008    | 2009    | 2010    |
| ↗69 100 | ↗69 400 | ↘66 700 | ↘66 200 | ↗66 648 | ↘66 600 | ↗69 200 | ↘68 600 | ↘68 300 | →68 300 | ↘67 998 | ↘67 278 |
| 2011    | 2012    | 2013    | 2014    | 2015    | 2016    | 2017    | 2018    | 2019    | 2020    | 2021    |         |
| ↘67 103 | ↘66 327 | ↘65 775 | ↘65 264 | ↗65 336 | ↗65 713 | ↗66 332 | ↘64 869 | ↘63 771 | ↘63 150 | ↘60 361 |         |

На 1 января 2025 года по численности населения город находился на 275-м месте из 1124 городов Российской Федерации.
Национальный состав
По итогам переписи населения 2020 года проживали следующие национальности (национальности менее 0,1 % и другое см. в сноске к строке «Другие»):

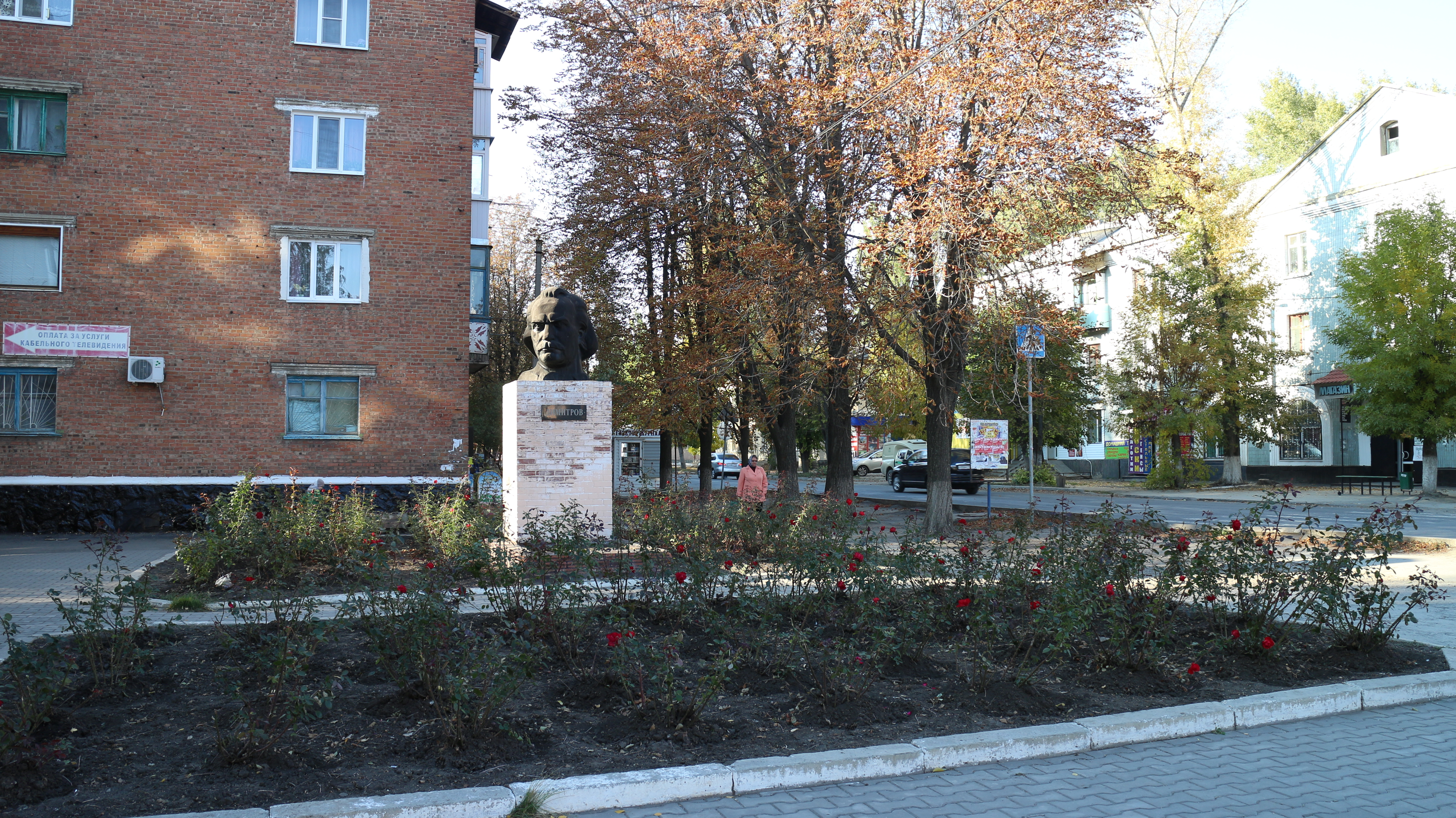
Памятник Димитрову на ул. Карла Маркса

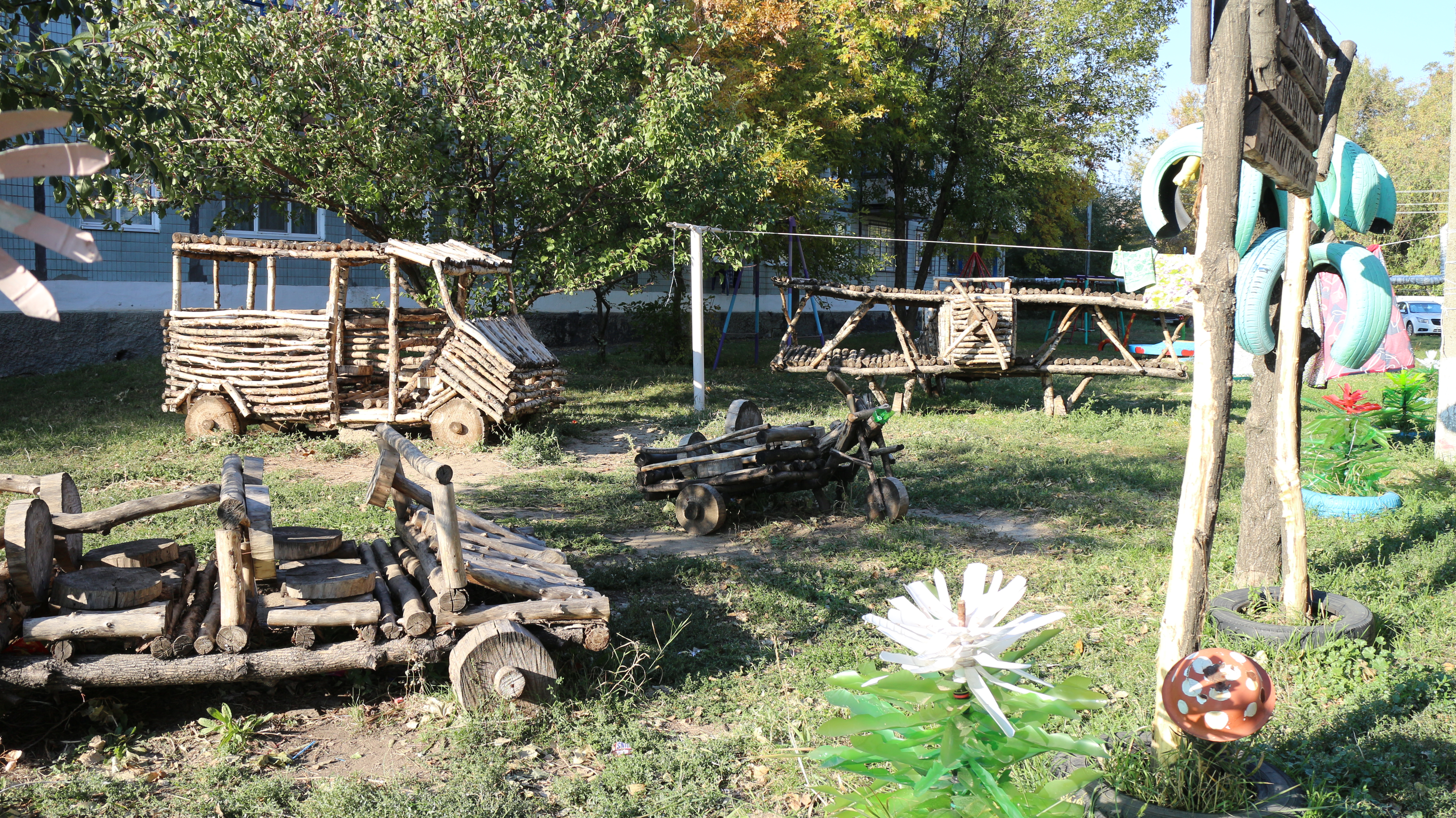
Двор на ул. Герцена 72

| Национальность | Численность, чел. | Доля     |
| -------------- | ----------------- | -------- |
| Русские        | 55 593            | 95,80 %  |
| Украинцы       | 638               | 1,10 %   |
| Армяне         | 476               | 0,82 %   |
| Азербайджанцы  | 121               | 0,21 %   |
| Татары         | 111               | 0,19 %   |
| Белорусы       | 88                | 0,15 %   |
| Цыгане         | 65                | 0,11 %   |
| Другие         | 940               | 1,62 %   |
| Итого          | 58 032            | 100,00 % |

## Экономика
Основной отраслью экономики была угледобывающая промышленность; в городе было 6 шахт. В настоящее время, последняя работающая шахта «Ростовская» затапливается водой из-за отключения электроэнергии, шахта имеет долги 350-400 млн.руб..
Также имеются предприятия лёгкой и пищевой промышленности, ООО «Гуковский кирпич».
В 2010 году Гуково включили в список моногородов, которым в первую очередь будет оказана помощь из федерального бюджета. Также в этот список из 27 городов включены соседние шахтёрские города Зверево и Донецк. Разработан КИП (комплексный план инновационного развития), предусматривающий строительство новых предприятий. Город Гуково — один из участников проекта «Еврорегион „Донбасс“».
Распоряжением Правительства РФ от 29.07.2014 N 1398-р (ред. от 13.05.2016) «Об утверждении перечня моногородов», включён в список моногородов Российской Федерации с наиболее сложным социально-экономическим положением.
В январе 2016 года Гуково получило статус территории опережающего социально-экономического развития. К июню 2019 года на территории города зарегистрировано восемь предприятий-резидентов ТОСЭР «Гуково» (ООО «Термолант», ЗАО «Швея», ООО «Титан», ООО «Европлита», ООО «Медведь», ООО «НПП Научно-производственное предприятие „Современные системы стыковки конвейерных лент“», ООО «Аква Маркет +», ООО «Тепличный комплекс „Гуковский“»), создано свыше 800 рабочих мест.

### Банковская сфера
В городе Гуково с начала 1990-х годов осуществляют деятельность филиалы ряда коммерческих банков. В период с 1999 по 2010 годы в городе работал «Донской народный банк» — единственный коммерческий банк, имевший юридический адрес и головной офис в Гуково.
История создания этого банка началась в 1994 году, когда при возникновении неплатёжеспособности московского «Геолбанка», из Гуковского филиала Геолбанка во вновь открытый Гуковский филиал Ростовсоцбанка были оперативно переведены сбережения вкладчиков — гуковчан и остатки на счетах городских организаций.
В начале 1998 года по причине возникшей неплатежеспособности Головного Ростовсоцбанка руководители Гуковского филиала Ростовсоцбанка Л.Шафиров (позднее — почётный гражданин города Гуково) и Л. Клочко при помощи руководства города Гуково и АО «Гуковуголь» пригласили вкладчиков и других клиентов получить свои сбережения, а также продали активы и попросили заёмщиков возвратить кредиты. Это позволило спасти средства всех клиентов Гуковского филиала Ростовсоцбанка. В 1999 году бывшие сотрудники Гуковского филиала Ростовсоцбанка стали учредителями, руководителями и иными служащими Донского народного банка, который в 2002 году стал филиалом московской дочки венгерского ОТП-Банка.

### Кризис угольной промышленности 2010-х годов
Кризисные проявления в работе гуковских угледобывающих предприятий начались в конце 90-х годов XX века.
Проблемы предприятия начались в 2008—2012 годах под руководством Пожидаева В.Г,, Козлова А.А., были прекращены проходческие работы по подготовке забоев, что стало началом краха данного предприятия.
Местная власть во главе с Виктором Горенко осталась безучастной к проблемам «Гуковугля». .
В августе 2016 года по факту невыплаты заработной платы были возбуждены уголовные дела в отношении руководства «КингКоул». Сумма задолженности по зарплате составила 350 млн руб.. В конфликт вмешался Губернатор Ростовской области Василий Голубев, который 22 декабря 2016 года пообещал погасить задолженность в течение 6-9 месяцев. К июлю 2017 года задолженность по заработной плате перед работниками угледобывающих предприятий была погашена.

## Транспорт
Железнодорожный транспорт
На территории муниципального образования расположена железнодорожная станция Гуково Ростовского региона Северо-Кавказской железной дороги. Через станцию проходят грузовые поезда. По станции выполняются маневровые работы. Пассажирские поезда отменены с 25 мая 2013 года.
Автомобильный транспорт
В городе Гуково расположен остановочный пункт ПАО «Донавтовокзал». Междугородние и международные автобусные маршруты обеспечивают связь Гуково с городами Ростовской области, Краснодарского края, Донецкой и Луганской Народными Республиками.
Внутригородской общественный транспорт
В городе осуществляются перевозки пассажиров автобусами средней и малой вместимости по 5 действующим внтуригородским маршрутам.

## Образование
Высшее профессиональное образование
- Гуковский институт экономики и права (филиал) ФГБОУ ВО «Ростовский государственный экономический университет (РИНХ)»

Среднее профессиональное образование
- ГБПОУ РО «Гуковский строительный техникум»
- Гуковский филиал ГБПОУ РО «Шахтинский региональный колледж топлива и энергетики им. ак. Степанова П. И.»

Среднее общее образование
В городе действует 8 средних общеобразовательных школ (№1,2,4,6,9,15, 22,23), одна гимназия №10, один лицей №24, одна основная общеобразовательная школа №3, а также две основные общеобразовательные школы №16 и №18 в микрорайоне Алмазном.
Дошкольное образование
На территории города действует 18 детских дошкольных учреждений (детских садов), а также один детский сад № 21 «Жар-Птица», расположенный в микрорайоне Алмазный.
Дополнительное образование
- Дом детского творчества
- Станция юных техников
- Центр юных десантников «Русич»

## Культура
В городе Гуково расположены следующие учреждения культуры:
- МБУ Городской Дворец культуры г. Гуково. Городской Дворец культуры был основан в 1957 году и включает в себя 2 концертных зала: большой (450 мест) и малый (137 мест), а также фойе, которое используется в качестве танцевального и выставочного зала;
- МБУ ДК «Антрацит», включает в себя: Клубы «Ростовский», «24», «Алмазный» и «Октябрьский»;
- МБУ ДО «Детская школа искусств им. И.О. Дунаевского» г. Гуково;
- МБУ ДО «Детская школа искусств им. М.И. Глинки» г. Гуково;
- МБУК «Централизованная библиотечная система» г. Гуково (включает в себя 9 библиотек, в том числе 2 детских).

#### Памятники и культурно-исторические объекты
- Памятная стела и мемориал «Гуковчанам, павшим за Отечество» ул. Красная Горка, 78в.
- Братская могила воинов Красной Армии, умерших от ран в Великой Отечественной войне, ул. Куйбышева, 1п.
- Братская могила семи воинов Красной Армии, погибших на станции Гуково в июле 1942 года, ул. Бетонная, 9в.
- Памятный камень «От благодарных потомков — павшим в боях за Отечество», мкр. (бывший пос.) Алмазный, ул. Ардинцева, 11а.
- Памятник на братской могиле красногвардейцев, рабочих Харьковского завода ВЭК и шахтеров Донбасса, погибших в январе 1918 года. ул. Красноармейская.
- Памятник В.И. Ленину на площади поселка шахты «Гуковская».
- Памятник В.И. Ленину в сквере по улице Комсомольская.
- Памятник Максиму Горькому (Алексею Максимовичу Пешкову) пересечение улиц Мира и Льва Толстого.
- Памятник интернациональной дружбы (пер. Болгарский, 8.).

## Спорт
- МБУДО СШ «Прометей» с плавательным бассейном, ул. Герцена, д.123.
- Стадион «Шахтёр».

## Здравоохранение
В городе расположены:
- ГБУ РО «Центральная городская больница» в г. Гуково[47], которая имеет в своей структуре: стационар на 355 коек, в том числе — 255 коек круглосуточного пребывания и 100 коек дневного пребывания. Специализированная стационарная помощь оказывается жителям городов Гуково и Зверево, а также Красносулинского района в условиях терапевтического, кардиологического, хирургического, офтальмологического, травматологического, неврологического, инфекционного, акушерского, гинекологического, педиатрического отделений и отделения анестезиологии — реаниматологии. Также в структуре больницы имеется 4 поликлинических отделения (для взрослых поликлинические отделения №1, №1(филиал) и №2, а для детского населения поликлиническое отделение №3).
- ГАУ РО «Стоматологическая поликлиника» в г. Гуково[48].

## СМИ

### Радиовещание
- 103.9 — FM-на-Дону
- 104.9 — Авторадио

Печатные СМИ
- Муниципальная газета «Звезда Шахтера», имеющая одноименный сайт[49]

## Достопримечательности

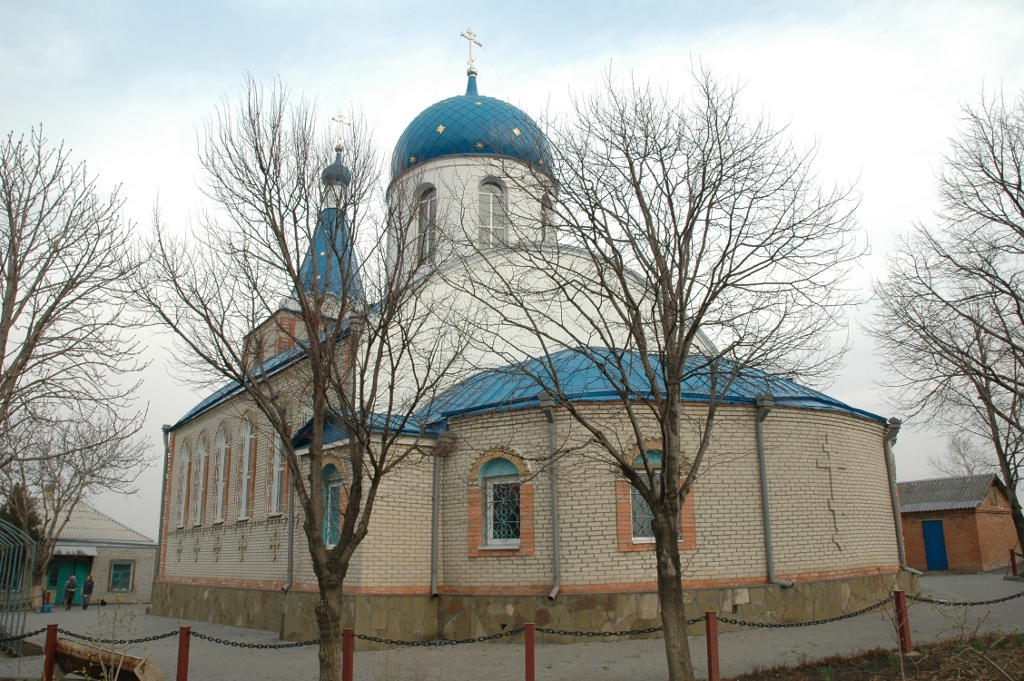
Храм Святителя Николая Чудотворца

- В городе расположен единственный в европейской части России Гуковский музей шахтерского труда имени Л.И. Микулина. Музей был создан в 1964 году как краеведческий, в начале XXI века начал интенсивно развиваться, как шахтерский. После переезда в новое здание по улице Ковалева, 49, в музее появился комплекс залов «Шахта», где представлены горные выработки в натуральную величину, панорамы дореволюционных шахт, горные машины и оборудование.
- Свято-Никольский храм (1878). Роспись стен — художник Л. Н. Шархун (1992).
- Церковь Казанской иконы Божьей Матери (около 2000 года).
- Памятник Г. Димитрову на ул. Карла Маркса.
- Памятник В. И. Ленину у Городского дворца культуры относится к объектам культурного наследия регионального значения (Постановление Главы администрации Ростовской области: от 14.03.1994 № 69).

### Ралли «Гуково»
Город Гуково известен тем, что в его окрестностях долгое время проводился этап чемпионата России по ралли с одноимённым названием. Соревнования проходили на кроссовой трассе под названием «Березки», которая была единственной в городе. Единственным организатором этих соревнований на протяжении долгих лет выступал спортивно-технический автомобильный клуб «Вираж». В октябре 2016 года состоялось торжественное открытие новой кроссовой трассы «Гуковская», которая расположилась в окрестностях хутора Калинова. Данная трасса представлена для проведения на ней этапов чемпионата России, области.
В 2007 году достопримечательностям и выдающимся жителям города Гуково была посвящена первая финальная игра молодёжной телевизионной викторины «Эрудит Дона» — одного из проектов областной телерадиокомпании Дон-ТР.

## Почётные граждане города
- Алексеев, Василий Иванович (1942-2011) — советский тяжелоатлет, двукратный олимпийский чемпион и шестикратный чемпион мира, заслуженный мастер спорта СССР (1970), заслуженный тренер СССР (1991), почётный гражданин c 2007 года.
- Вишняков, Павел Терентьевич (род. 1926) — ветеран Великой Отечественной войны, краевед, главный редактор Гуковской Книги Памяти, почётный гражданин c 1996 года.
- Калинин, Юрий Алексеевич (род. 1929) — ветеран Великой Отечественной войны, награждён орденами Славы, Отечественной войны. Известный гуковский поэт и художник, почётный гражданин c 2005 года.
- Колесников, Анатолий Тимофеевич (род. 1933) — заслуженный тренер России, заслуженный работник физической культуры, судья Республиканской категории, почётный гражданин c 2004 года.
- Кучкурдин, Николай Иванович (1923—1984) — ветеран Великой Отечественной войны, полный кавалер ордена Славы, почётный гражданин c 1980 года.
- Лазченко, Константин Никитович (род. 1936) — кандидат технических наук, член Академии горных наук РФ, генеральный директор градообразующего предприятия г. Гуково — производственного объединения по добыче угля «Гуковуголь», позднее — ОАО «Гуковуголь» (1989—1997), почётный гражданин с 1996 года.
- Омельченко, Иван Алексеевич (1925—1982) — ветеран Великой Отечественной войны, Герой Советского Союза, почётный гражданин с 1980 года.